# 鞍ヶ池パーキングエリア
鞍ヶ池パーキングエリア（くらがいけパーキングエリア）は、愛知県豊田市にある東海環状自動車道のパーキングエリアである。
ハイウェイオアシスを併設しており、鞍ケ池公園へ連絡できる。コンビニエンスストアのサークルK→ファミリーマート（2018年（平成30年）9月20日転換）が内回り側にあるが、NEXCO中日本グループの中日本エクシス株式会社が運営していないため、サービスエリアガイド等には記載されていない。
2008年（平成20年）2月16日午前10時から、スマートインターチェンジの運用が開始された。
足助・稲武方面は豊田勘八インターチェンジよりも最寄のICとなる。SICは24時間車長12m以下の車両のみ利用可、PA利用後も流出可、SICから流入後はPA利用不可（ハイウェイオアシスの駐車場に駐車するならPA利用可）。

## 歴史
- 2005年（平成17年）3月19日 : 伊勢湾岸自動車道 豊田東IC - 東海環状自動車道 美濃関JCT間開通に伴い供用開始。
- 2008年（平成20年）2月16日 : スマートインターチェンジの社会実験開始。
- 2009年（平成21年）4月1日 : スマートインターチェンジ供用開始（恒久化）。
- 2010年（平成22年）12月1日 : 大型車対応改良工事のため、スマートインターチェンジを一時閉鎖。
- 2011年（平成23年）3月25日 : スマートインターチェンジをリニューアルし、運用時間を6:00 - 22:00にして運用再開。
- 2012年（平成24年）6月15日 : スマートインターチェンジの運用時間を24時間化。

## 施設

### 外回り　豊田東JCT（新東名）・豊田JCT（東名・伊勢湾岸道）・中部国際空港方面
- 駐車場
  - 大型 27台（障害者用1台）
  - 小型 58台（障害者用2台）
- トイレ
  - 男性 大 2器（和式 1器・洋式 1器）・小 6器
  - 女性 15器（和式 2器・洋式 13器）
    - 同伴の男児用 1器

  - 障害者用 1器（オストメイト対応）
- 自動販売機
- 電気自動車用EV急速充電スタンド
- スマートインターチェンジ（車長12メートルまでの全車種）

### 内回り　土岐JCT（中央道）・美濃関JCT（東海北陸道）・テラスゲート土岐方面
- 駐車場
  - 大型 32台（障害者用1台）
  - 小型 120台（障害者用3台）
- トイレ
  - 男性 大 4器（和式 1器・洋式 3器）・小 6器
  - 女性 13器（和式 2器・洋式 11器）
    - 同伴の男児用 1器

  - 障害者用 1器（オストメイト対応）
- ファミリーマート 鞍ヶ池PA店（24時間）
  - 2018年（平成30年）9月20日、サークルKサンクスより転換
  - コンビニATM（ゆうちょ銀行名古屋支店管理）
    - ファミリーマート転換前はゼロバンク・大垣共立銀行管理
- 自動販売機
- 展望台
- 電気自動車用EV急速充電スタンド
- スマートインターチェンジ（車長12メートルまでの全車種）

### ハイウェイオアシス
- 鞍ケ池公園
「プレイハウス」や「展望台」、緑の牧場と一体となった「四季の古里（さと）」などの施設。
  - 内回りパーキングエリア・ハイウエイオアシスと外回りパーキングエリアを徒歩で移動することはできない。
  - 外回りからの利用は、スマートインターチェンジをいったん流出（ここまでの通行料金を精算）する必要がある。
    - 2010年（平成22年）12月までは、内回り・外回りとも鞍ケ池公園の直接利用が可能であったが、改修により外回りの駐車場（第二パーキング）が公園の一般駐車場になり使用できなくなった。また、一時閉鎖中の期間（2010年（平成22年）12月～2011年（平成23年）3月）は外回りからの利用は不可能になった。

## 周辺
- 鞍ケ池公園
- パークフィールドスノーピーク豊田鞍ヶ池店[1]
- スノーピークEAT豊田鞍ヶ池店
- 豊田カントリー倶楽部
- 香嵐渓

## 隣
C3 東海環状自動車道
(2)豊田松平IC - 鞍ヶ池PA/SIC - (3)豊田勘八IC

## ギャラリー

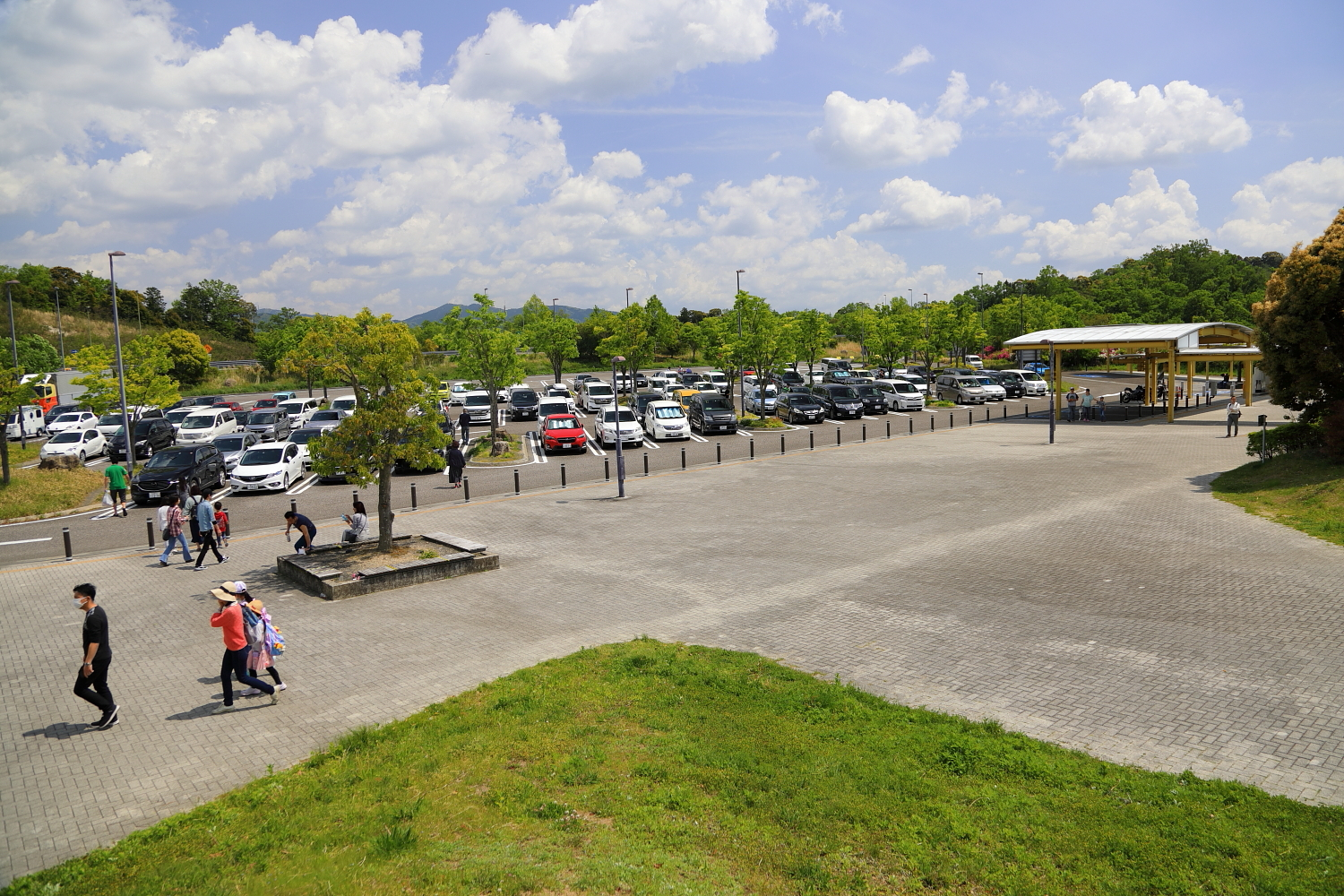
駐車スペース（内回り） （2019年5月）
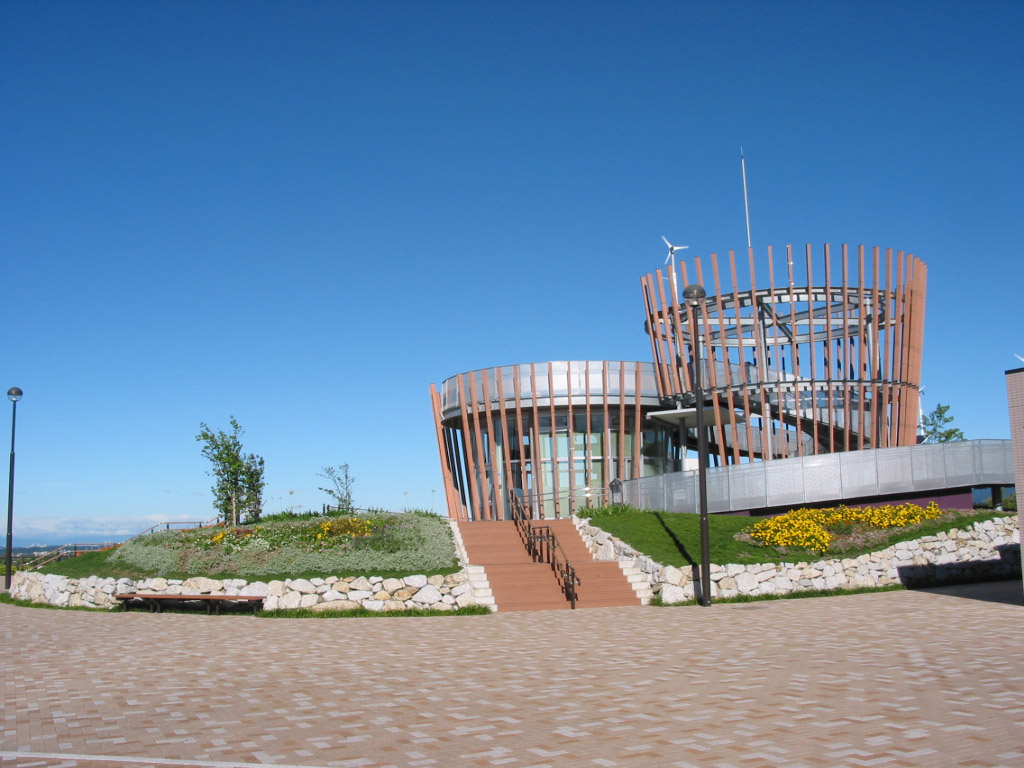
展望台 （2006年10月）
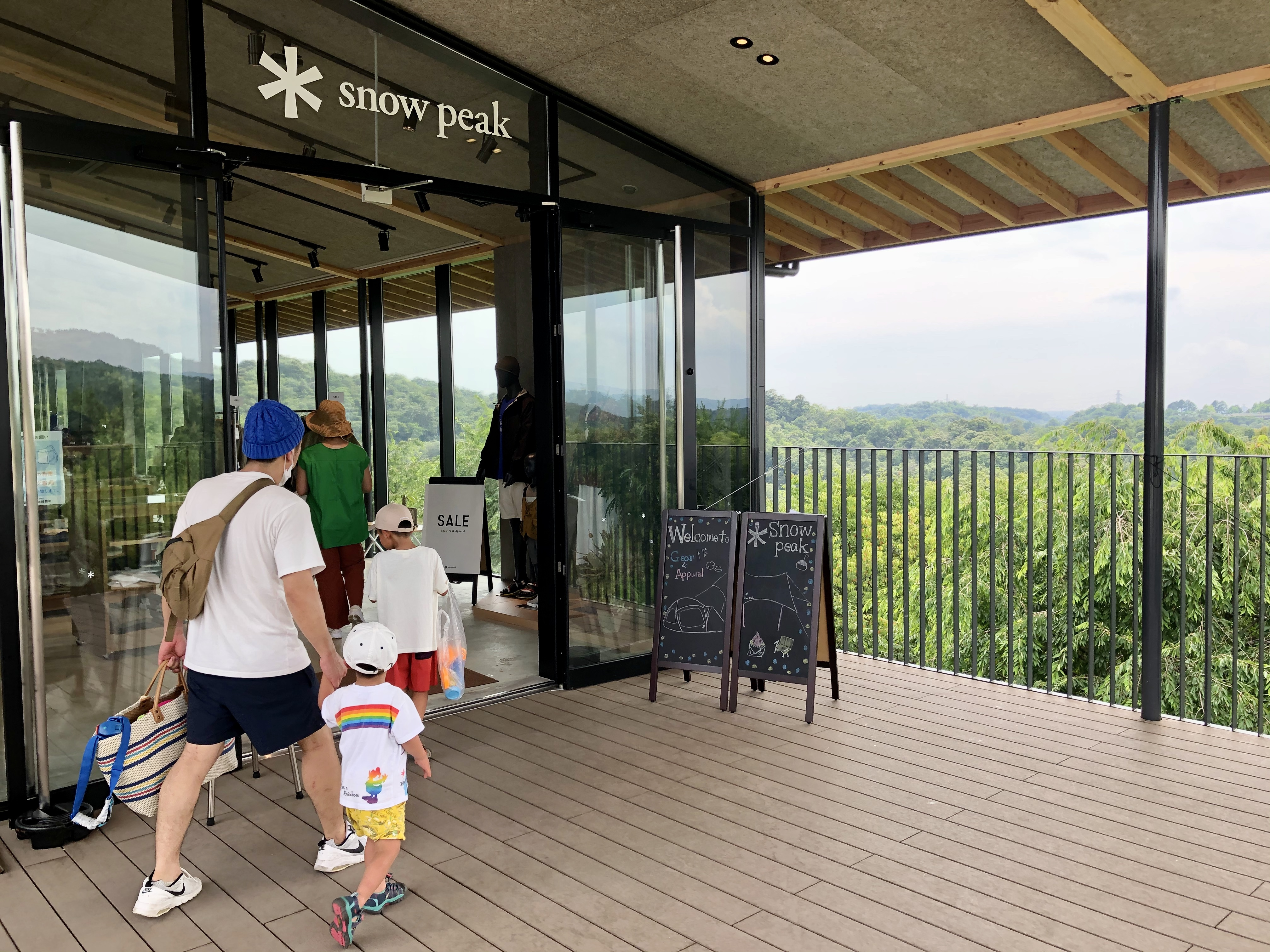
パークフィールドスノーピーク豊田鞍ヶ池店 （2021年6月）
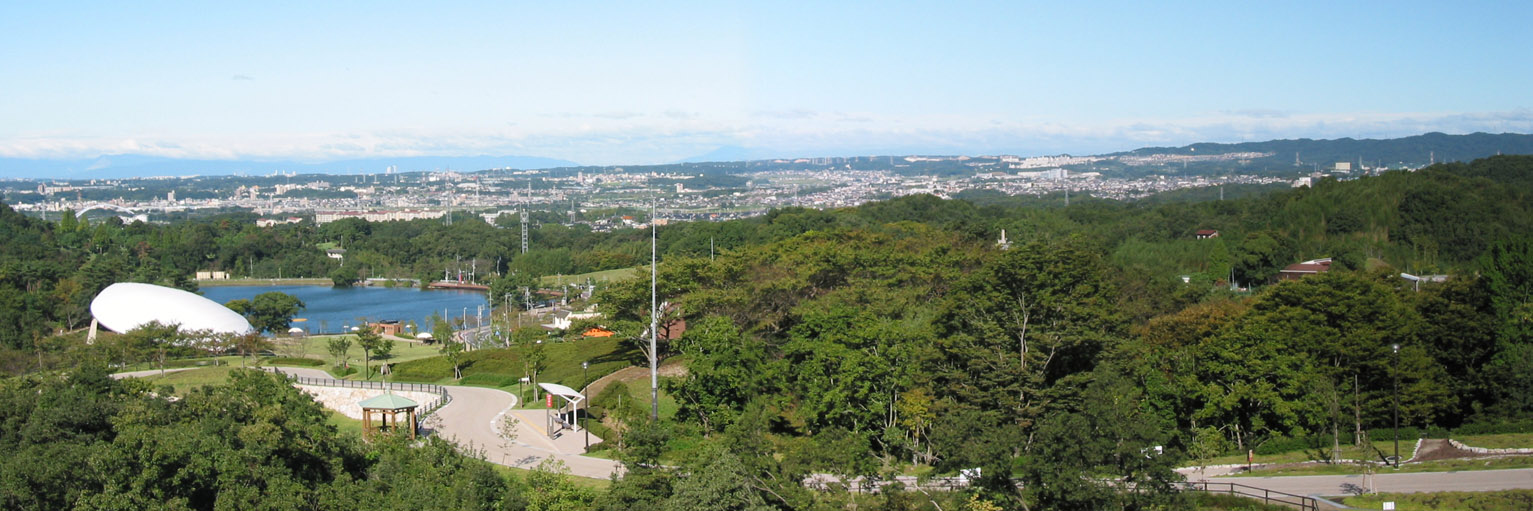
展望台から見た鞍ケ池公園 （2006年10月）